# Darío Dolz
Darío Francisco Dolz Fernández (Cuenca, 1967) es un político español del PSOE, alcalde de Cuenca desde 2019.

## Biografía

### Formación académica
Realizó sus estudios en el colegio público Ramón y Cajal, continuándolos en el IES Alfonso VIII de la capital conquense. Posteriormente realizó la diplomatura en Ingeniería técnico forestal en la Universidad Politécnica de Madrid, En 1994 obtuvo una plaza de funcionario de carrera de la Junta de Comunidades de Castilla-La Mancha. Está casado y tiene dos hijos.

### Carrera política
Comenzó su carrera política como delegado provincial de Agricultura y Medio Ambiente (2005-2009), continuándola como director general de política forestal (2009-2011). En 2011 llegó al Ayuntamiento de Cuenca, ocupando la primera Tenencia de Alcaldía, hasta que en octubre de 2015 fue nombrado gerente de la empresa pública de Gestión Ambiental de Castilla-La Mancha (GEACAM). En dicho puesto permaneció hasta postularse como candidato socialista al consistorio conquense en las elecciones municipales del 2019.
El 15 de junio de 2019 se puso al frente del ayuntamiento, al conseguir mayoría absoluta gracias al apoyo de Cuenca Nos Une (seis concejales) y del PSOE (once concejales), sobre un total de veinticinco concejales.
Como alcalde apoyó el controvertido plan xCuenca que implica el cierre del tramo Aranjuez-Utiel de la línea Aranjuez-Valencia y la consiguiente supresión del servicio de tren convencional de la ciudad de Cuenca. Según Dolz, la clausura de la línea y de la estación permitiría cerrar la brecha urbana que generan las vías y convertir dicho espacio en zonas de aparcamiento e instalaciones deportivas, entre otras. El plan xCuenca coincide con la propuesta que planteó originariamente la asociación de empresarios de Cuenca (CEOE-CEPYME Cuenca) en verano de 2021, lo que le ha valido críticas de diversas asociaciones que califican el plan como un pelotazo urbanístico. El ayuntamiento de Cuenca ha sido el único de la línea ferroviaria en suscribir y apoyar el plan xCuenca.